# Ericolophium rhododendri
Ericolophium rhododendri är en insektsart som beskrevs av Ghosh, M.R., A.K. Ghosh och D.N. Raychaudhuri 1971. Ericolophium rhododendri ingår i släktet Ericolophium och familjen långrörsbladlöss. Inga underarter finns listade i Catalogue of Life.